# La Haie-Traversaine
La Haie-Traversaine é uma comuna francesa na região administrativa da Pays de la Loire, no departamento de Mayenne. Estende-se por uma área de 10,7 km². Em 2010 a comuna tinha 480 habitantes (densidade: 44,9 hab./km²).